# Mohelský mlýn
Mohelský mlýn nebo též Mohelenský mlýn je bývalý mlýn stojící na břehu řeky Jihlavy, necelý kilometr od jižního okraje obce Mohelno. Jeho současná podoba pochází z roku 1938. Využívá jej Ústav biologie obratlovců Akademie věd České republiky jako terénní stanici.

## Historie
První písemná zmínka o mlýně pochází z roku 1368. Během dob mlýn střídal majitele, pustl a byl obnovován. V polovině 18. století přešel do vlastnictví rodiny Tkaných, která jej držela až do roku 1930. V roce 1937 koupil mlýn v dražbě majitel geologické firmy Ing. Hájek z Prahy, který jej věnoval své sekretářce Marii Volavkové. Roku 1938 podstoupil mlýn celkovou přestavbu a modernizaci. Kupolovité solárium na střeše nově zbudované obytné stavby údajně sloužilo slečně Volavkové k opalování. Roku 1947 mlýn navštívil prezident Edvard Beneš s chotí. V roce 1950 přešel mlýn pod správu podniku Jihomoravské mlýny. Poté, co roku 1961 zemřela majitelka mlýna Marie Volavková, byl mlýn znárodněn a postoupen Československé akademii věd. Té sloužil jako terénní základna a archiv. V současnosti mlýn využívá Ústav biologie obratlovců Akademie věd ČR. Roku 2006 byly některé prostory včetně elektrárny pronajaty firmě Amaprint. Mlýnice byla adaptována na galerii Čertův ocas.

## Popis
Dominantou mlýna je třípatrová mlýnice, k jejíž jižní straně přiléhá obytná budova se soláriem. Dvůr u mlýna uzavírají hospodářské budovy. Součástí mlýna je malá vodní elektrárna vybavená vodními turbínami na výrobu elektrické energie. Tři soustrojí mají instalovaný výkon 45 kW, 22 kW a 15 kW. 600 metrů vzdušnou čarou od mlýna je hráz vodní nádrže a vodní elektrárny Mohelno. Říční meandr vytváří úzký skalnatý poloostrov Čertův ocas, který je součástí národní přírodní rezervace Mohelenská hadcová step a stejnojmenné naučné stezky.
V budově mlýna je umístěna expozice Galerie Čertův ocas (podle stejnojmenného meandru na řece Jihlavě), kde se nachází stálá expozice skupiny Stir up. Ve mlýně se rovněž nachází pracoviště Ústavu biologie obratlovců Akademie věd v Brně, které slouží jako terénní stanice. Pořádají se zde semináře a školení s možností ubytování.
Naproti mlýna, ve svahu nad silnicí, stojí kamenný kříž, založený mlynářem Jakubem Tkaným dne 8. září 1806.

## Galerie

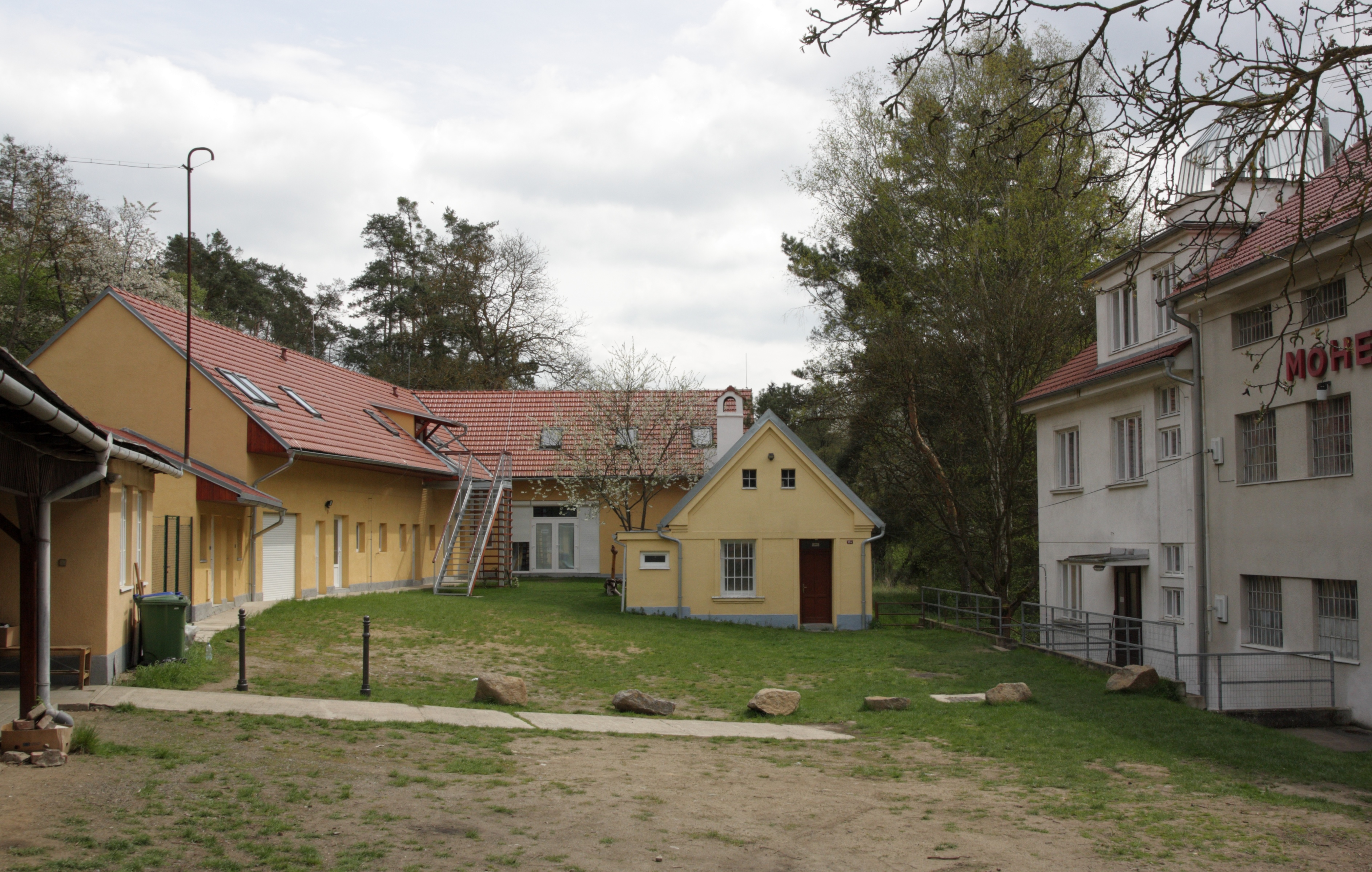
nádvoří mlýna
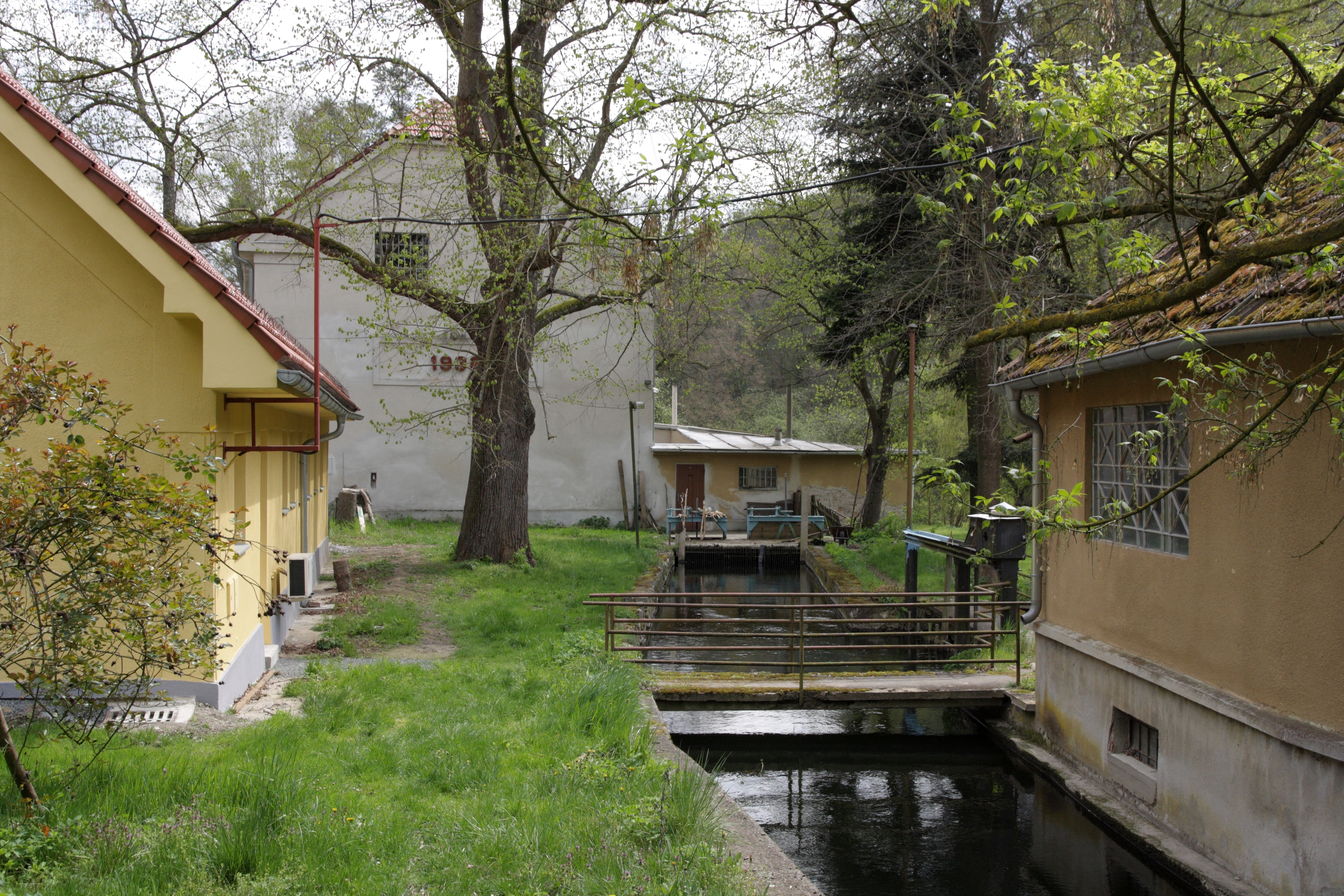
mlýnský náhon
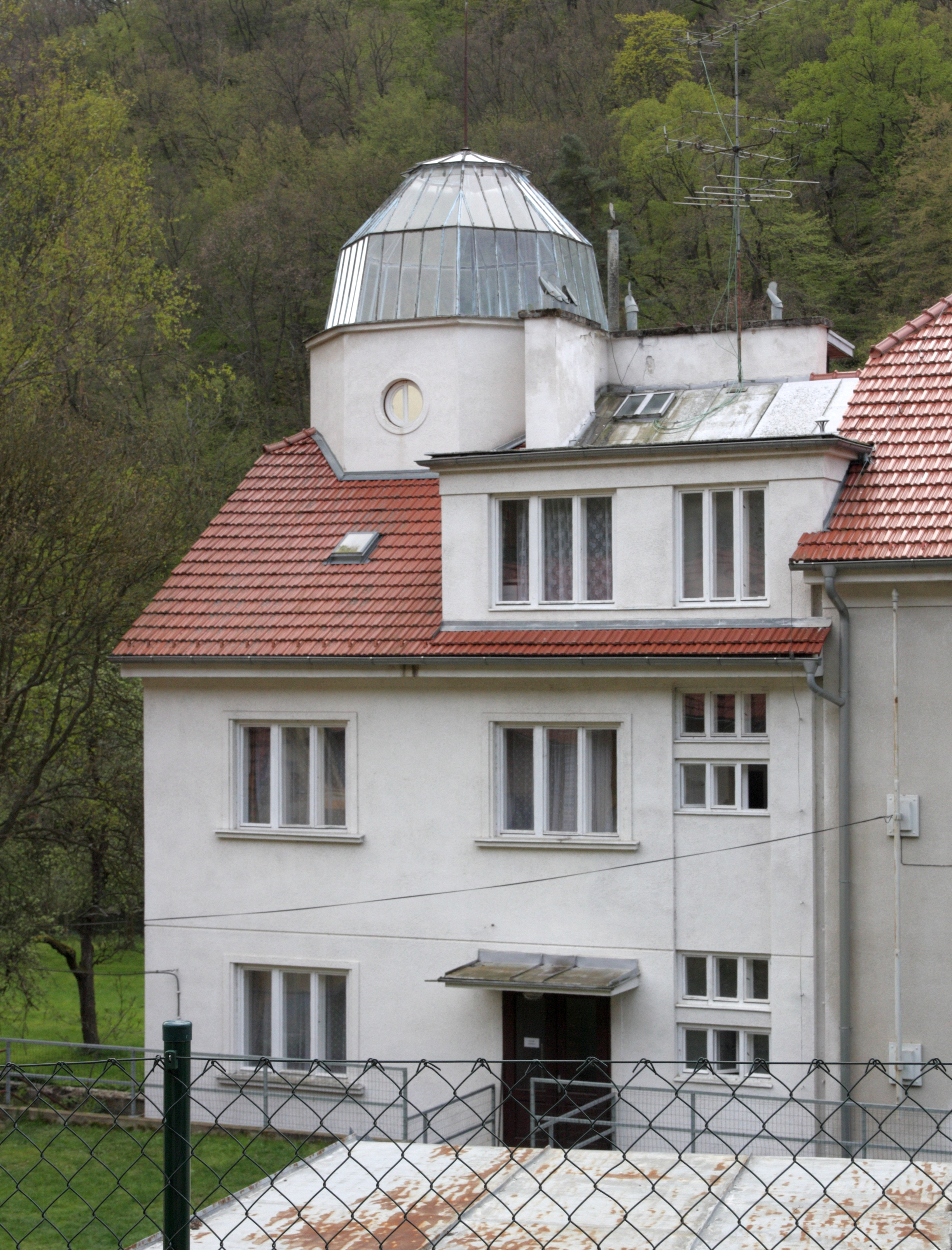
obytná budova se soláriem
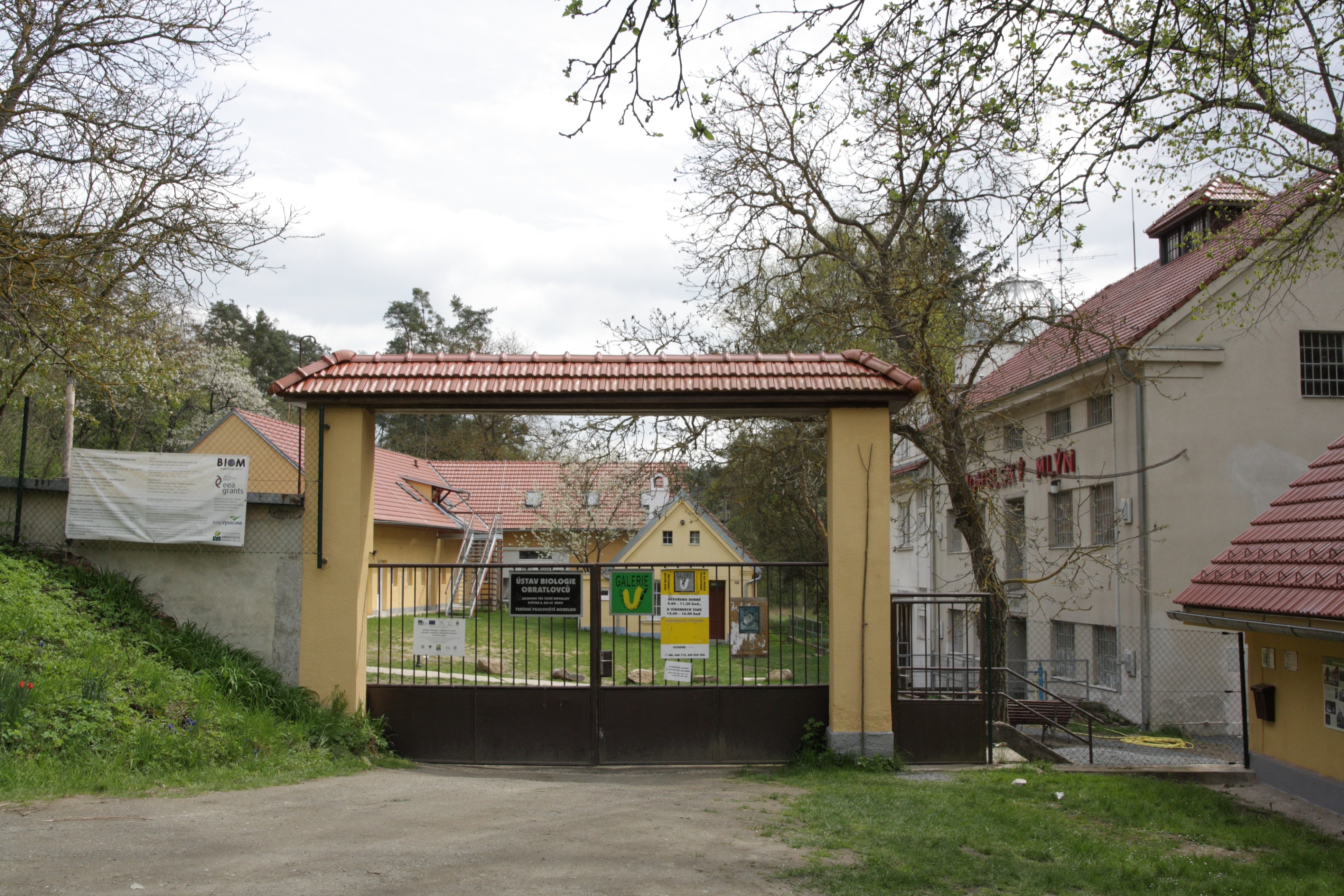
brána do dvora
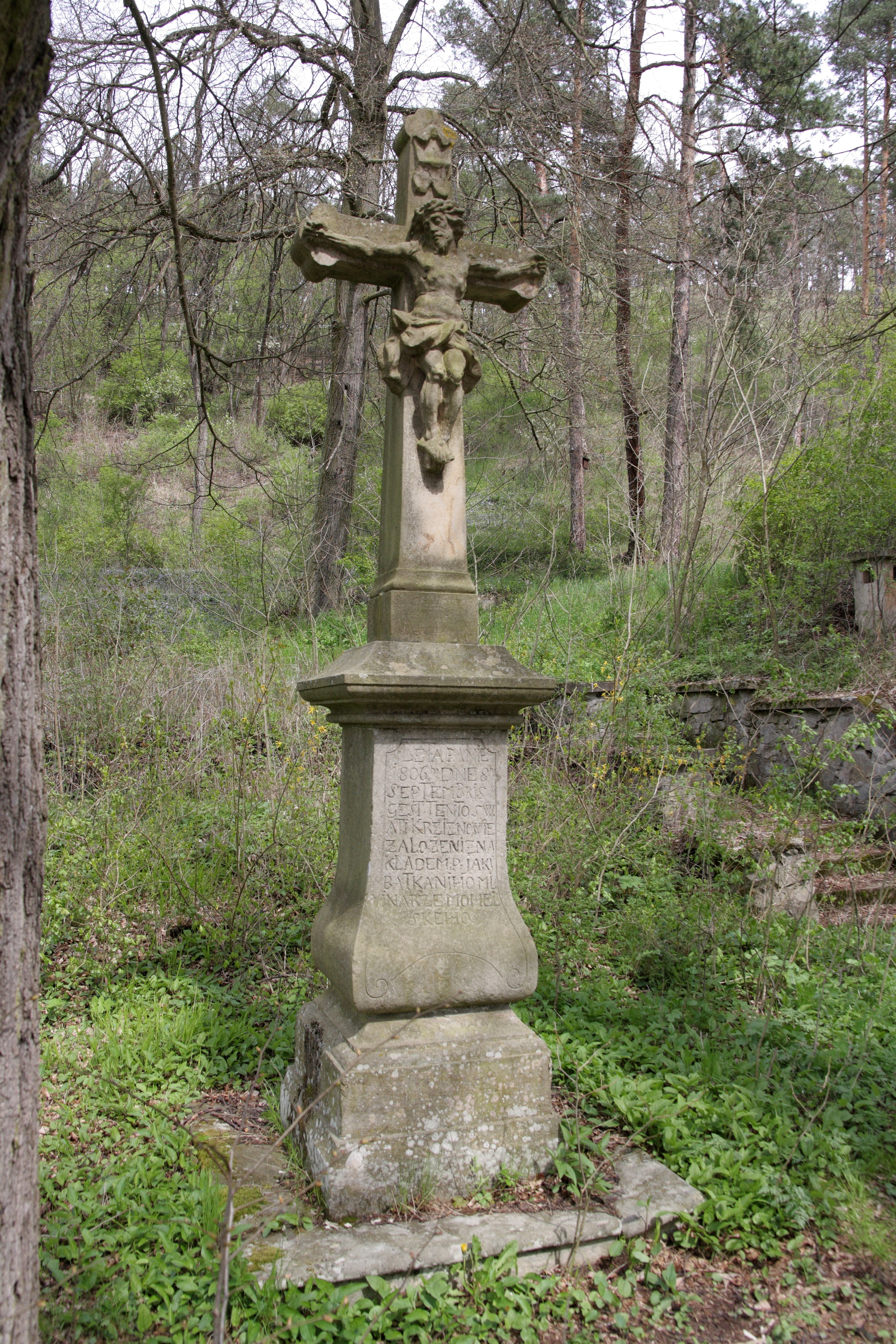
kříž z roku 1806